# Climério de Oliveira
Climério Cardoso de Oliveira (Salvador, 1855 - Salvador, 8 de abril de 1920) foi um médico e professor brasileiro. Fundou a segunda maternidade-escola do país, e a primeira do estado da Bahia.
Era filho de Rodolpho Cardoso de Oliveira e de Maria Virginia da Motta Cardoso, irmão do advogado e escritor Virgílio Cardoso de Oliveira que, radicado no Pará, foi ali secretário de governo. Formou-se pela Faculdade de Medicina da Bahia em 1877; em 1883 concorreu a uma cátedra na mesma Faculdade, junto a Antônio Rodrigues Lima e Deocleciano Ramos, sendo o aprovado o primeiro mas, por razões políticas, o imperador D. Pedro II nomeou a Climério que, assim, tornou-se titular da cadeira de clínica ginecológica e obstétrica.
Em 1910 foi inaugurada a Maternidade Climério de Oliveira, instituição centenária da capital baiana, ainda em atividade; sua construção foi capitaneada pelo professor, obtendo para tanto verbas do governo federal que, entretanto, não foram suficientes e este realizou diversos movimentos arrecadatórios a fim de possibilitar sua conclusão.